# Paraleprodera
Paraleprodera es un género de escarabajos longicornios.

## Especies
- Paraleprodera assamensis Breuning, 1935
- Paraleprodera bigemmata (Thomson, 1865)
- Paraleprodera bisignata (Gahan, 1895)
- Paraleprodera carolina (Fairmaire, 1900)
- Paraleprodera cordifera (Thomson, 1865)
- Paraleprodera corrugata Breuning, 1935
- Paraleprodera crucifera (Fabricius, 1793)
- Paraleprodera diophthalma (Pascoe, 1857)
- Paraleprodera epicedioides (Pascoe, 1866)
- Paraleprodera flavoplagiata Breuning, 1938
- Paraleprodera insidiosa (Pascoe, 1888)
- Paraleprodera itzingeri Breuning, 1935
- Paraleprodera javanica Breuning, 1943
- Paraleprodera malaccensis Breuning, 1936
- Paraleprodera mesophthalma Bi & Lin, 2012
- Paraleprodera stephana (White, 1858)
- Paraleprodera tonkinensis Breuning, 1954
- Paraleprodera triangularis (Thomson, 1865)
- Paraleprodera vicina Breuning, 1940